# Вахитово (Кукморский район)
Вахитово (тат. Бүл Иле, Вахитов) — село в Кукморском районе Республики Татарстан. Входит в состав Яныльского сельского поселения.

## География
Расположено на реке Бурец, в 28 км к северо-западу от города Кукмора.

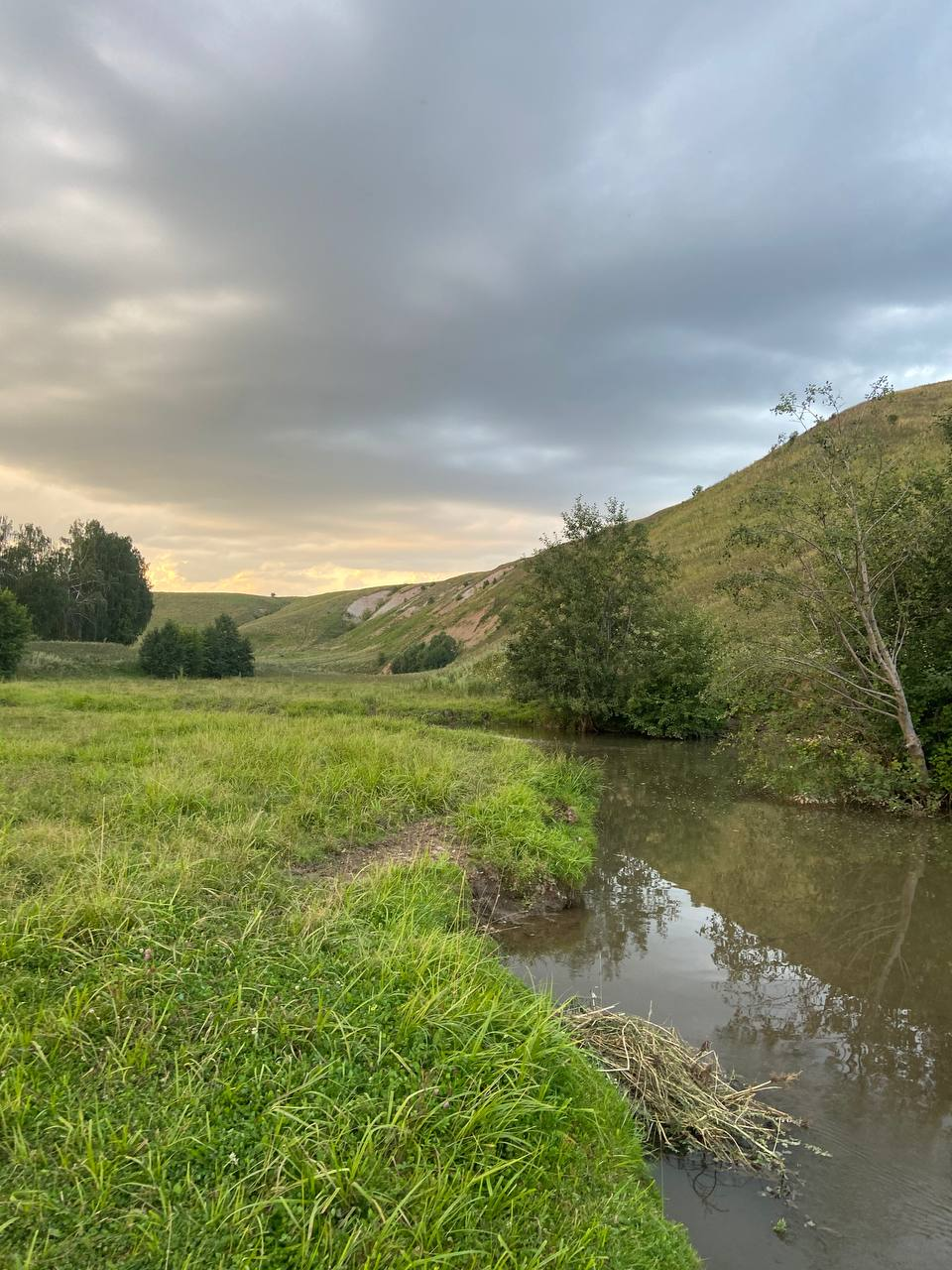
река Бурец

## История
Основано в XVIII веке. До 1940 года населённый пункт назывался Новая Вонь (Булили, Бүл Иле).
До 1860-х годов жители относились к сословию государственных крестьян. Их основные занятия в этот период – земледелие и скотоводство.
В «Списке населенных мест по сведениям 1859 года», изданном в 1866 году, населённый пункт упомянут как казённая деревня Новая Вонь (Боныль) 1-го стана Мамадышского уезда Казанской губернии. Располагалась при речке Буре, по левую сторону почтового тракта из Казани в Мамадыш, в 95 верстах от уездного города Мамадыш и в 21 версте от становой квартиры во владельческом селе Кукмор (Таишевский Завод). В деревне, в 131 дворе жили 875 человек (427 мужчин и 448 женщин), была мечеть.
В начале XX века здесь действовали 2 мечети (первая сгорела в 1937 г., минарет второй спилен в 1957 г., в 1960 г. закрыта), 2 водяные мельницы, 3 мелочные лавки, артель «Тун-бурек». В этот период земельный надел сельской общины составлял 1561,7 десятин.
До 1920 года село входило в Ядыгерскую волость Мамадышского уезда Казанской губернии. С 1920 года в составе Мамадышского кантона ТАССР. С 10 августа 1930 года в Кукморском, с 1 февраля 1963 года в Сабинском, с 12 января 1965 года в Кукморском районах.
В 1930 году в селе был организован колхоз им. Вахитова, с 1992 года село в составе объединения крестьянских хозяйств имени Вахитова, с 2002 года – сельскохозяйственного производственного кооператива им. Вахитова (центральная усадьба).
В 1932–1957 годах в селе работала артель «Тун-бурек», производила хромовые пальто, тулупы, шубы, телогрейки, шапки, ватные одеяла, фуфайки и перчатки. В годы войны шили для фронта более 100 тулупов за смену. В 1957 году производство перевезли в артель «Иль» города Кукмора (ныне Кукморская меховая фабрика).
С декабря 1941 года по март 1942 года в селе размещался 600-й стрелковый полк 147-й стрелковой дивизии.

## Население
| 1782 | 1859 | 1897 | 1908 | 1926 | 1949 | 1958 | 1970 | 1979 | 1989 | 2002 | 2010 | 2017 |
| ---- | ---- | ---- | ---- | ---- | ---- | ---- | ---- | ---- | ---- | ---- | ---- | ---- |
| 141  | 875  | 1215 | 1380 | 1442 | 1044 | 998  | 642  | 797  | 768  | 815  | 811  | 869  |

Национальный состав
Согласно результатам переписи 2002 года, в национальной структуре населения села татары составляли 100% из 815 человек.

## Экономика
Основное предприятие — сельскохозяйственный производственный кооператив им Вахитова. Жители работают в сельскохозяйственном производственном кооперативе им. Вахитова и на маслозаводе, занимаются полеводством, молочным скотоводством.

## Инфраструктура
В селе работают начальная школа (с 1920 г.), детский сад , дом культуры (с 1958 г.), библиотека (с 1973 г.), фельдшерско-акушерский пункт.
В селе выстроен многофункциональный центр, где под одной крышей расположены дом культуры, библиотека, администрация, пункт полиции и спортивный комплекс.
В 2019 году был открыт парк в честь руководителя хозяйства имени Вахитова Нафика Хусаинова.

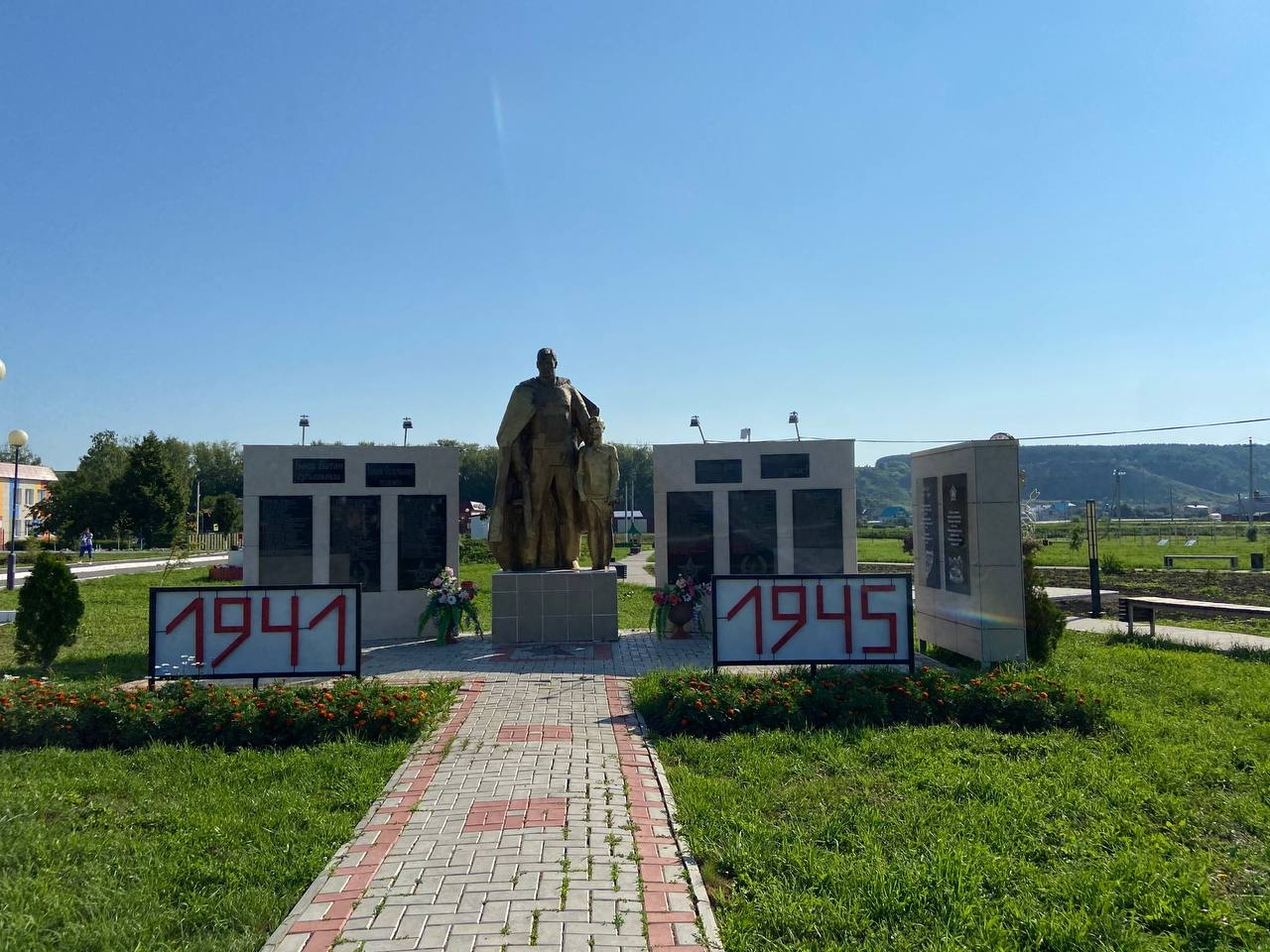

## Религия
В селе действует мечеть (с 1994 года, с 2016 года в новом здании).